# Gbèzé
 (avril 2023).
 (avril 2023).
La mise en forme du texte ne suit pas les recommandations de Wikipédia : il faut le « wikifier ».
Les points d'amélioration suivants sont les cas les plus fréquents. Le détail des points à revoir est peut-être précisé sur la page de discussion.
- Les titres sont pré-formatés par le logiciel. Ils ne sont ni en capitales, ni en gras.
- Le texte ne doit pas être écrit en capitales (les noms de famille non plus), ni en gras, ni en italique, ni en « petit »…
- Le gras n'est utilisé que pour surligner le titre de l'article dans l'introduction, une seule fois.
- L'italique est rarement utilisé : mots en langue étrangère, titres d'œuvres, noms de bateaux, etc.
- Les citations ne sont pas en italique mais en corps de texte normal. Elles sont entourées par des guillemets français : « et ».
- Les listes à puces sont à éviter, des paragraphes rédigés étant largement préférés. Les tableaux sont à réserver à la présentation de données structurées (résultats, etc.).
- Les appels de note de bas de page (petits chiffres en exposant, introduits par l'outil «  Source ») sont à placer entre la fin de phrase et le point final[comme ça].
- Les liens internes (vers d'autres articles de Wikipédia) sont à choisir avec parcimonie. Créez des liens vers des articles approfondissant le sujet. Les termes génériques sans rapport avec le sujet sont à éviter, ainsi que les répétitions de liens vers un même terme.
- Les liens externes sont à placer uniquement dans une section « Liens externes », à la fin de l'article. Ces liens sont à choisir avec parcimonie suivant les règles définies. Si un lien sert de source à l'article, son insertion dans le texte est à faire par les notes de bas de page.
- La présentation des références doit suivre les conventions bibliographiques. Il est recommandé d'utiliser les modèles {{Ouvrage}}, {{Chapitre}}, {{Article}}, {{Lien web}} et/ou {{Bibliographie}}. Le mode d'édition visuel peut mettre en forme automatiquement les références.
- Insérer une infobox (cadre d'informations à droite) n'est pas obligatoire pour parachever la mise en page.

Pour une aide détaillée, merci de consulter Aide:Wikification.
Si vous pensez que ces points ont été résolus, vous pouvez retirer ce bandeau et améliorer la mise en forme d'un autre article.
Modeste Gbèfognon Tokponho, dit Gbèzé, né le 21 février 1979 à Aklankpa dans la commune de Glazoué, est un musicien, chanteur et parolier de Tchinkounmè et de Toba hanyé béninois.

## Biographie

### Enfance et formation
Né de parents Mahi le 21 février 1979, Modeste Gbèfognon Tokponho n'est pas scolarisé enfant, contrairement au reste de sa fratrie, et exerce des occupations agricoles et cynégétiques auprès de son père.
En 1989, il intègre en tant que danseur et batteur principal de la gourde le groupe de musique traditionnelle Tchinkounmè, créé par son frère aîné Justin A. Tokponho, qui utilise le nom de scène Gbèzé. Après la mort de celui-ci des suites d'une morsure de serpent le 8 novembre 1996, Modeste Gbèfognon Tokponho reprend son pseudonyme et prend la tête du groupe,.
Selon lui, juste avant sa mort, Justin Tokponho aurait dit à son frère : 

« J’ai vu un groupe de tchinkounmè qui a réuni une immense foule et qui prestait. On m’a dit que c’était Gbèzé mais je constatai qu’il ne s’agissait pas de moi. Donc, le vrai futur chanteur Gbèzé n’est pas moi. Il est à venir (...) mon frère, je ne sortirai pas vivant de cette morsure.  Garde le secret pour toi et n’informe point les parents, de peur qu’ils me devancent. Mais sache que c’est toi qui prendra ma relève après ma mort »

### Carrière
En 1998, Gbèzé sort son premier album. Le deuxième suit juste l'année d'après. En 2000, il en sort deux simultanément.
Le samedi 13 février 2021 au stade municipal de la Savalou, Gbèzé lance son 38e et 39e albums,,,.
En parallèle de sa carrière musicale, Gbèzé exerce le métier d'agriculteur.